# Hadronema pictum
Hadronema pictum är en insektsart som beskrevs av Philip Reese Uhler 1895. Hadronema pictum ingår i släktet Hadronema och familjen ängsskinnbaggar. Inga underarter finns listade i Catalogue of Life.